# Peterborough/Sibson Airport
Peterborough/Sibson Airport är en flygplats i Storbritannien.   Den ligger i grevskapet Cambridgeshire och riksdelen England, i den sydöstra delen av landet, 120 km norr om huvudstaden London. Peterborough/Sibson Airport ligger 35 meter över havet.
Terrängen runt Peterborough/Sibson Airport är platt, och sluttar österut. Runt Peterborough/Sibson Airport är det tätbefolkat, med 319 invånare per kvadratkilometer. Närmaste större samhälle är Peterborough, 9,6 km öster om Peterborough/Sibson Airport. Trakten runt Peterborough/Sibson Airport består till största delen av jordbruksmark.